# Quintanaentello
Quintanaentello es una localidad del municipio burgalés del Valle de Valdebezana, en la comunidad autónoma de Castilla y León (España).

## Localidades limítrofes
Confina con las siguientes localidades:
- Al noreste con Riaño y Castrillo de Bezana.
- Al este con Argomedo.
- Al sureste con Soncillo.
- Al suroeste con Montoto.
- Al oeste con Virtus.

## Demografía
Evolución de la población
| Gráfica de evolución demográfica de Quintanaentello entre 2011 y 2023 |
|                                                                       |
| Población de derecho (2010-2023) según el padrón municipal del INE    |

## Historia
Así se describe a Quintanaentello en el tomo XIII del Diccionario geográfico-estadístico-histórico de España y sus posesiones de Ultramar, obra impulsada por Pascual Madoz a mediados del siglo XIX:

Aldea de la provincia de Burgos (15 leguas), partido judicial de Sedano (6) y ayuntamiento de Soncillo (1/2). Situada en terreno escabroso, donde goza de buena ventilación y clima saludable. Tiene 7 casas; buenas aguas potables para el surtido de los habitantes, y una iglesia parroquial (San Cristóbal) unida a la de Riaño y servida por el cura párroco de ésta. Confina el término con los de Quemada, Valdeporres, Hoz de Arreba y Cubillos. Caminos: además de los locales hay el que dirige de Burgos a Santander. Producciones: trigo, cebada, centeno, habas, yeros, lentejas y yerbas de pasto; cría ganado caballar y caza de liebres. Industria: la agrícola. Población: 5 vecinos, 19 almas. Capital productivo: 94.020 reales. Imponible: 10.525.
Diccionario geográfico-estadístico-histórico de España y sus posesiones de Ultramar